# مؤید العجان
مؤید العجان (عربی: مؤيد العجان ؛ زادهٔ ۱۶ فوریهٔ ۱۹۹۳) یک ورزشکار اهل سوریه است.
از باشگاه‌هایی که در آن بازی کرده‌است می‌توان به نیروی هوایی عراق، باشگاه ورزشی الوحده سوریه، نفط الجنوب، الکرخ، تیم ملی فوتبال زیر ۲۳ سال سوریه، و تیم ملی فوتبال سوریه اشاره کرد.
وی همچنین در تیم‌های ملی فوتبال زیر ۲۰ سال سوریه Syria U-22 سوریه بازی کرده است.